# Estació de trens de Diekirch
L'Estació de trens de Diekirch (en luxemburguès: Gare Dikrech; en francès: Gare de Diekirch, en alemany: Bahnhof Diekirch) és una estació de tren que es troba a Diekirch, al nord-oest de Luxemburg. La companyia estatal propietària és Chemins de Fer Luxembourgeois.
L'estació està situada en el ramal ferroviari de la línia 10 CFL, que connecta la ciutat de Luxemburg amb el centre i nord del país. És l'única estació del ramal de Diekirch, que se separa de la línia principal a Ettelbruck.

## Servei
Per Diekirch rep els serveis ferroviaris pels trens de Regionalbahn (RB) amb relació a la línia 10 CFL de Luxemburg - Diekirch.